# 小行星3051
小行星3051（3051 Nantong），又称为南通星，是由紫金山天文台在1974年12月19日发现的主带小行星。
該小行星以江苏省的城市南通市命名。